# Heathia
Heathia is een geslacht van wormmollusken uit de  familie van de Dondersiidae.

## Soort
- Heathia porosa (Heath, 1911)